# ARF5
ARF5 (англ. ADP ribosylation factor 5) – білок, який кодується однойменним геном, розташованим у людей на короткому плечі 7-ї хромосоми. Довжина поліпептидного ланцюга білка становить 180 амінокислот, а молекулярна маса — 20 530.
| 10         |  | 20         |  | 30         |  | 40         |  | 50         |
| ---------- |  | ---------- |  | ---------- |  | ---------- |  | ---------- |
| MGLTVSALFS |  | RIFGKKQMRI |  | LMVGLDAAGK |  | TTILYKLKLG |  | EIVTTIPTIG |
| FNVETVEYKN |  | ICFTVWDVGG |  | QDKIRPLWRH |  | YFQNTQGLIF |  | VVDSNDRERV |
| QESADELQKM |  | LQEDELRDAV |  | LLVFANKQDM |  | PNAMPVSELT |  | DKLGLQHLRS |
| RTWYVQATCA |  | TQGTGLYDGL |  | DWLSHELSKR |  |            |  |            |

A: Аланін

C: Цистеїн

D: Аспарагінова кислота

E: Глутамінова кислота

F: Фенілаланін

G: Гліцин

H: Гістидин

I: Ізолейцин

K: Лізин

L: Лейцин

M: Метіонін

N: Аспарагін

P: Пролін

Q: Глутамін

R: Аргінін

S: Серин

T: Треонін

V: Валін

W: Триптофан

Задіяний у таких біологічних процесах, як транспорт, транспорт білків, транспорт між ендоплазматичним ретикулумом і апаратом Гольджі. 
Білок має сайт для зв'язування з нуклеотидами, ГТФ. 
Локалізований у цитоплазмі, мембрані, апараті гольджі.